# Góry Codru

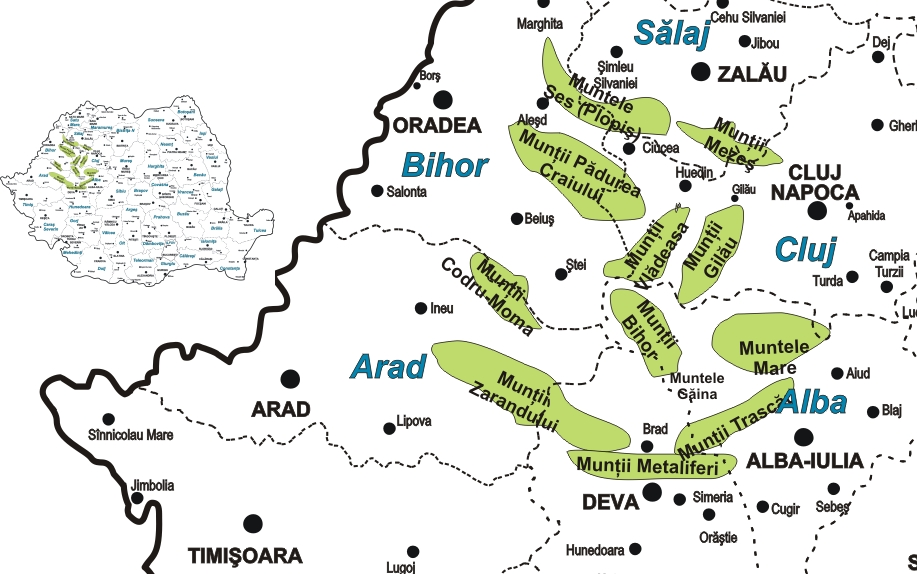
Główne pasma Gór Zachodniorumuńskich

Góry Codru (542.31; rum. Munții Codru Moma, węg. Beli-hegy) – góry w zachodniej Rumunii (w Siedmiogrodzie). Należą do łańcucha Gór Kereszu w Górach Zachodniorumuńskich (Apuseni).
Góry Codru stanowią zachodnią odnogę Masywu Biharu, wcinającą się w Nizinę Cisy. Od południa opadają w Kotlinę Zarand, od północy w kotlinę Beiuş. Na wschodzie góry Codru graniczą z Masywem Biharu, od którego dzieli je górny odcinek doliny Czarnego Kereszu, przełęcz Dealul Mare (Criștilor) i dolina potoku Dedeșului, dopływu Białego Kereszu. Najwyższym szczytem jest Pleșu, sięgający 1114 m n.p.m.
Góry Codru zbudowane są ze skał krystalicznych, oraz z wapieni, dolomitów, łupków i piaskowców permskich.